# Acide difluorophosphorique
L'acide difluorophosphorique est un composé chimique de formule HPO2F2. Il s'agit d'un liquide incolore aux applications limitées par son instabilité thermique et sa sensibilité à l'hydrolyse.
On l'obtient par hydrolyse du fluorure de phosphoryle POF3 :
POF3 + H2O → HF + HPO2F2.
Si l'hydrolyse se poursuit, on obtient successivement l'acide fluorophosphorique H2PO3F et l'acide phosphorique H3PO4 :
HPO2F2 + H2O → HF + H2PO3F ;
H2PO3F + H2O → HF + H3PO4.
Les sels de l'acide difluorophosphorique sont appelés difluorophosphates.